# شون ماكي
شون ماكي (بالإنجليزية: Sean Mackie)‏ هو لاعب كرة قدم بريطاني في مركز ظهير ‏، ولد في 4 نوفمبر 1998 في إدنبرة في المملكة المتحدة. لعب مع ريث روفرز.

## وصلات خارجية
- شون ماكي على موقع قاعدة بيانات كرة القدم.إي يو (الإنجليزية)
- شون ماكي على موقع Soccerbase.com (لاعب) (الإنجليزية)